# Renate Hjortland
Renate Hjortland est une skieuse paralympique de nationalité norvégienne. Elle a représente la Norvège en compétition de ski para-alpin aux Jeux paralympiques d'hiver de 1992 en France et aux Jeux paralympiques d'hiver de 1994 en Norvège. Elle remporte un total de quatre médailles, dont trois médailles d'argent et une de bronze.

## Biographie

### Carrière
Aux Jeux paralympiques d'hiver de 1992, à Tignes Albertville, Hjortland se classe 3e de la catégorie du super-G LW3,4,9 avec un temps de 1 : 20,93. Pour la 1re place, c'est Reinhild Möller qui réussit à terminer la course en 1:12.41. Puis en 2e place, on a Lana Spreeman en 1:19.63.
Aux Jeux paralympiques d'hiver de 1994, à Lillehammer, Hjortland remporte trois médailles d'argent : en slalom géant LW3/4 réussi en 2 :49,65 secondes. En fin de compte, une médaille d'or pour l'athlète allemande Reinhild Möller en 2 :33,06 et une médaille de bronze pour la Canadienne Lana Spreeman en 2 :59,73). En descente LW3/4 en 1 :18,96 , la 1ère place revient à Reinhild Möller avec un temps de 1 :16,90 et pour la 3ème place, Lana Spreeman avec 1 :18,99), et super-G LW3/4 en 1 :16,08 ( sur le podium Reinhild Möller est en première position avec un temps de 1:12.05 et Lana Spreeman, en troisième avec 1:19.15 ).